# Ofensiva de Leópolis-Sandomierz
La ofensiva de Léopolis-Sandomierz (en ruso: Львовско-Сандомирская операция) fue una ofensiva lanzada por la Unión Soviética durante la Segunda Guerra Mundial, en julio de 1944, con el objetivo de expulsar a las fuerzas del Tercer Reich de la cuenca del Bug Occidental e impulsar un avance soviético hacia Polonia. En simultáneo con la Operación Bagration, fue un esfuerzo soviético de causar graves bajas a la Wehrmacht mediante una serie de engaños y simulaciones que tenían como finalidad desorientar al mando alemán del OKH y hacerle esperar una ofensiva en el terreno equivocado.

## Planificación
La planificación de la Ofensiva Leópolis-Sandomierz tenía como finalidad primaria tomar la ciudad de Leópolis, la ciudad más importante de República Socialista Soviética de Ucrania occidental e importante nudo de comunicaciones del Grupo de Ejércitos del Centro con las fuerzas germanas del Grupo de Ejércitos del Sur. El ataque soviético fue confiado al Primer Frente Ucraniano, dirigido por el mariscal Iván Kónev, y que comprendía ocho ejércitos (el Ejército 38.º, el 13.º y el 60.º, el 4° Ejército de tanques, el 1.º y 3° Ejércitos Blindados de Guardias y el 3° Ejército de Guardias) los cuales a su vez sumaban aproximadamente 1´200 000 soldados. Cabe advertir que un "ejército" en las fuerzas armadas soviéticas de la Segunda Guerra Mundial alcanzaba entre cuatro o cinco divisiones como mínimo, contando con otros cuerpos de apoyo.
Por su parte, las fuerzas alemanas ("Grupo de Ejércitos del Norte de Ucrania") estaban dirigidas por el general Josef Harpe y formadas por el 1° Ejército Panzer (liderado por el general Gotthard Heinrici) y el 4° Ejército Panzer, sumando 900 000 soldados y 900 tanques, junto con unidades ucranianas y húngaras del Honvéd adscrito al frente oriental.

## La batalla
La ofensiva soviética comenzó el 13 de julio de 1944 y rápidamente puso en fuga a las fuerzas alemanas de Ucrania, por acción del Primer Frente Ucraniano del mariscal Iván Koniev. Esta ofensiva sorprendió al OKH y puso repentinamente en combate a unidades de la Wehrmacht que aún no estaban aptas para la lucha, sin suficientes tanques ni aviones para repeler el avance soviético y sin posibilidades de recibir ayuda de las fuerzas alemanas de Bielorrusia (que ya estaban en una peligrosa situación tras el inicio de la Operación Bagration).
También en este escenario un factor importante del combate fue que al empezar el ataque del 1.º Frente Bielorruso contra Mogilev y Vitebsk se logró el plan buscado por Zhúkov: los alemanes movilizaron sus reservas de carros de combate y aviones hacia Bielorrusia, de manera que cuando Koniev lanzó el ataque del 1.º Frente Ucraniano hacia Leópolis, los soviéticos disponían en esa zona de 2050 carros para dicha operación frente a sólo 420 panzer alemanes. El asalto soviético empezó el 13 de julio en el punto de unión entre el 1° Ejército Panzer y el 4.º Ejército Panzer, logrando avanzar en su flanco norte con una profundidad de 20 kilómetros en el primer día de ataque, con una potencia artillera y de movimiento superior a la de los alemanes. Al día siguiente, 14 de julio, los soviéticos lanzaron su primer ataque contra la ciudad de Brody, amenazando con cercar allí al XIII Armeekorps alemán mientras destruían gran parte de las fuerzas de las Panzerdivision 16.º y 17.º que se hallaban en esa misma línea de ataque, para luego alcanzar los alrededores de la ciudad de Leópolis.
De igual forma, los partisanos soviéticos fueron plenamente informados de la ofensiva del Ejército Rojo en breve tiempo, y para esta etapa habían alcanzado un grado muy avanzado de organización y potencia de fuego, aunque carecían de armas pesadas. Pese a ello, existían en la región bielorrusa de la ofensiva cerca de 40 grupos guerrilleros, sumando cerca de 12 000 combatientes, que durante un mes completo lograron sabotear exitosamente los ferrocarriles controlados por los alemanes entre Minsk y Rava Ruskaya, impidiendo el fácil flujo de tropas y armas entre las guarniciones atacadas. Además, los ataques partisanos se intensificaron, amenazando a casi una docena de localidades importantes ocupadas por la Wehrmacht, lo cual obligó a los comandantes germanos a distraer tropas para controlar a los partisanos. La ofensiva soviética sobre Leópolis se vio así ayudada por la escasez de tropas alemanas listas para el intenso combate.
En el flanco sur, las tropas soviéticas hallaron una durísima resistencia y solo penetraron 4 kilómetros en las líneas alemanas, pese aun bombardeo artillero que alcanzó varias horas; la fuerza aérea soviética (la VVS) apoyó también los ataques a las posiciones germanas, las cuales no contaban con protección de la Wehrmacht sino sólo con la artillería antiaérea que el 4° Ejército Panzer pudo reunir. Para acelerar el ataque, Koniev ordenó que el 3° Ejército Blindado de Guardias se lanzara a la ofensiva por una estrecha franja de terreno cerca a la localidad de Koltiv, bajo fuertes contraataques alemanes que intentaban cortar su avance, para asegurar el cerco del flanco sur de las fuerzas germanas. No obstante, el esfuerzo soviético resultó exitoso.

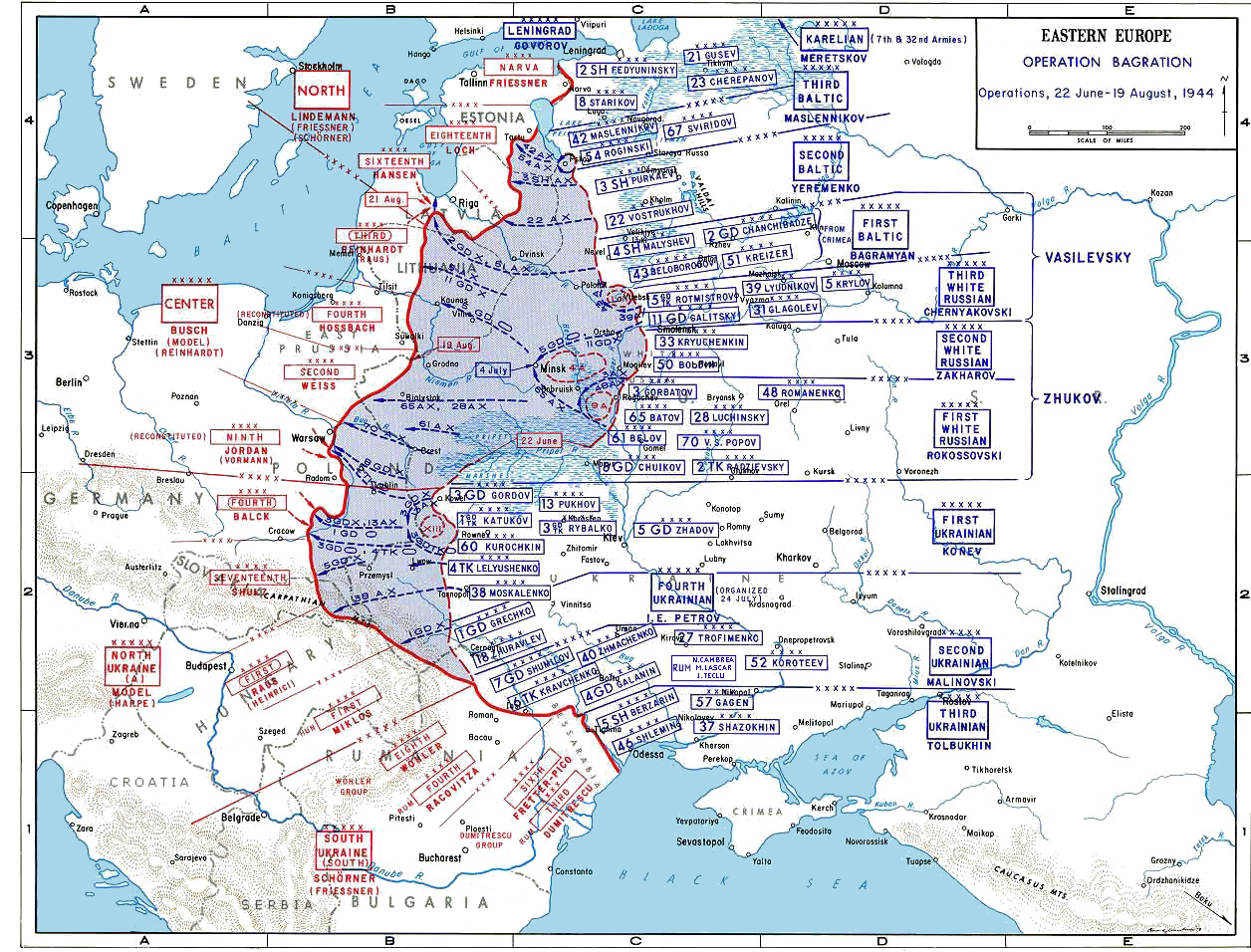
Mapa que muestra el movimiento de tropas y los avances coloreados en azul durante la Operación Bagratión (al norte); y durante la Ofensiva Leópolis-Sandomierz (al sur).

El 18 de julio se logró el objetivo perseguido por Koniev y las fuerzas del XIII Armeekorps alemán se hallaron en riesgo de ser cercadas por completo en torno a Brody, como en efecto sucedió en pocas horas. El general Harpe ordenó inmediatamente unos violentos contraataques de los Panzerkorps XXIV y XLVIII pero éstos fueron inútiles para romper el cerco soviético sobre Brody al enfrentarse en inferioridad numérica a unas fuerzas sitiadoras soviéticas más potentes. La potencia de fuego del 1.º Frente Ucraniano resultaba muy superior al XIII Armeekorps y por tanto una ruptura del cerco representaba un peligro muy serio para los alemanes, tanto como quedarse inmovilizados en el sector de Brody. Ante ello el general Harpe ordenó que los Panzerkorps 24.º y 48.º retrocedieran para retirarse de la zona, a fin de evitar peores bajas, y determinando que los restos del XIII Armeekorps huyeran de Brody como pudieran.

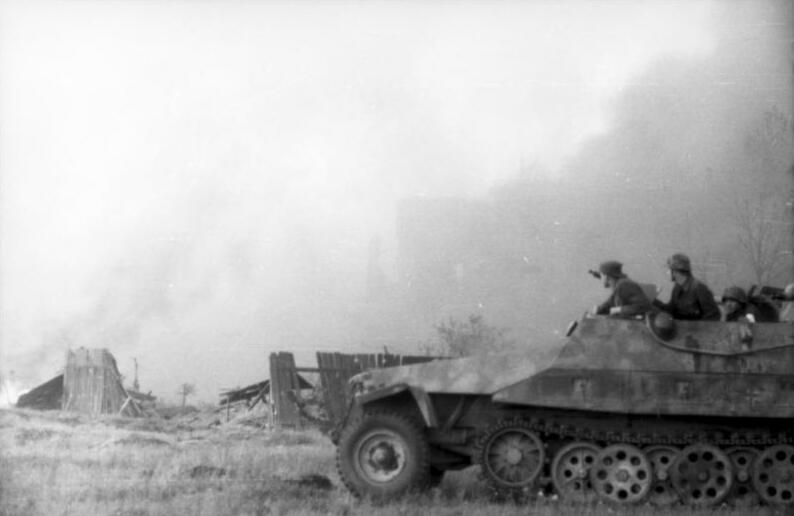
Blindado alemán frente a una cabaña incendiada en la Unión Soviética, agosto 1944.

El cerco sobre Brody terminó el día 22 de julio cuando las tropas soviéticas lograron penetrar en la ciudad partiendo en dos el núcleo de la defensa alemana, con la aniquilación total de las tropas alemanas allí rodeadas: un ejemplo fue el de la División Galizien de la Waffen SS, en la cual sólo 3500 de 11000 soldados pudieron romper el cerco y volver a sus líneas, los demás fueron muertos o apresados; en otras unidades la ruptura del sitio no fue posible y batallones completos fueron destruidos por los soviéticos, perdiéndose no sólo valiosas tropas sino además equipo bélico muy difícil de sustituir. Algunos batallones alemanes lograron huir por su cuenta, pero la mayoría de las tropas alemanas fueron destruidas o apresadas en Brody.
Los soviéticos utilizaron a pleno potencial su aplastante superioridad numérica y tras su éxito en Brody lograron cercar en pequeñas bolsas a gran cantidad de fuerzas del 1.º Ejército Panzer, obligando así a que esta fuerza volviera a presentar batalla a los soviéticos en circunstancias muy desfavorables. En este caso el objetivo de Koniev no era ya la ganancia de territorios sino la destrucción de tropas alemanas en el menor tiempo posible. El 1.º Ejército Panzer logró evadir los cercos soviéticos y logró replegarse al suroeste en dirección de Hungría pero tras sufrir serias pérdidas que le impidieron volver pronto a la línea del frente; mientras tanto el 4.º Ejército Panzer se retiraba rápidamente hacia el noroeste, en dirección del Vístula también tras sufrir severas bajas.

## Conclusión de la lucha
Tras eliminar la última resistencia alemana en Brody, la propia Leópolis fue tomada por el Ejército Rojo el 26 de julio tras eliminar una reducida resistencia alemana en la ciudad, el mismo día los soviéticos tomaron la cercana ciudad de Przemyśl. Aunque los generales alemanes lograron establecer una línea defensiva con base en la localidad de Sandomierz, sus contraataques de inicios de agosto no sirvieron para detener por mucho tiempo a los soviéticos sino sólo para desgastar más a las divisiones alemanas, que no podían recuperar terreno frente a un enemigo mucho más numeroso y mejor equipado.
La preocupación del OKH alemán era que los soviéticos establecieran una cabeza de puente en el Vístula, para lo cual las unidades alemanas sobrevivientes del Grupo de Ejércitos Centro decidieron lanzar contraataques desde Mielec contra las avanzadas del 1.º Frente Ucraniano; el mando de la Stavka determinó mantener el empuje en dicha zona, advirtiendo razonablemente que el esfuerzo alemán no podría durar demasiados días.
Cuando las tropas del Primer Frente Ucraniano recobraron la iniciativa y obtuvieron tropas de refresco atacaron también Sandomierz, de nuevo en superioridad numérica y de armamento frente a las tropas germanas y así el 14 de agosto los alemanes debieron abandonar definitivamente dicha localidad en manos de los soviéticos, que obtuvieron así una cabeza de puente en la ribera occidental del Vístula y además una penetración de terreno de 120 kilómetros. Una vez allí las fuerzas del Ejército Rojo dirigidas por Koniev detuvieron su ofensiva el 29 de agosto solo por simple extenuación de las tropas y para no sobreextender la línea de abastecimiento. El OKH, también con tropas exhaustas y sin opciones de un contraataque eficaz, abandonó también sus esfuerzos esa misma fecha.